# Wiktorija Zeynep Güneş
Wiktorija Zeynep Güneş (ur. 19 czerwca 1998 w Połtawie jako Wiktorija Sołncewa, ukr. Вікторія Солнцева) – ukraińsko-turecka pływaczka specjalizująca się w stylu klasycznym i zmiennym, początkowo reprezentowała Ukrainę, od 2014 roku występuje w barwach Turcji. mistrzyni Europy na krótkim basenie, mistrzyni i rekordzistka świata juniorów na dystansie 200 m stylem klasycznym.

## Kariera pływacka

### Jako reprezentantka Ukrainy
W lipcu 2013 roku na mistrzostwach świata seniorów w Barcelonie w konkurencji 200 m stylem klasycznym trzykrotnie poprawiała rekord Ukrainy. W finale z czasem 2:23,01 była piąta. Na dystansie 100 m żabką zajęła szóste miejsce (1:06,81). Nie zakwalifikowała się do półfinałów na 50 m stylem klasycznym i ostatecznie zajęła 21. pozycję (31,63).
Miesiąc później, podczas mistrzostw świata juniorów w Dubaju zdobyła trzy medale. Mistrzynią świata została w konkurencji 200 m żabką (2:23,12). Na dystansie 50 m stylem klasycznym wywalczyła srebro (31,34), a na 100 m tym samym stylem brąz (1:07,53).

### Jako reprezentantka Turcji
Na początku sierpnia 2015 roku wystartowała na mistrzostwach świata seniorów w Kazaniu. W półfinale 200 m stylem zmiennym pobiła rekord świata juniorek (2:11,46), który nie zapewnił jej jednak awansu do finału. Zajęła w tej konkurencji dziewiąte miejsce. Na 200 m stylem klasycznym była jedenasta (2:24,01). Nie zakwalifikowała się do półfinałów 50 i 100 m żabką. Uplasowała się w tych konkurencjach odpowiednio na 22. (31,45) i 17. pozycji (1:07,60). Płynęła także w sztafecie kobiet 4 × 100 m stylem zmiennym (21. miejsce).
Kilka tygodni później, została mistrzynią świata juniorów w czterech konkurencjach, wszystkich w stylu klasycznym oraz na dystansie 200 m stylem zmiennym. Podczas zawodów w Singapurze pobiła dwa rekordy świata juniorów. Na 200 m żabką uzyskała czwarty czas w historii tej konkurencji (2:19,64), zaledwie 0,53 s słabszy od rekordu świata seniorów. Czasem 2:11,03 poprawiła również swój rekord na 200 m stylem zmiennym.   
Podczas mistrzostw Europy na krótkim basenie w Netanji Zeynep Güneş wywalczyła pierwsze medale na zawodach seniorów. Zarówno w konkurencji 100 jak i 200 m stylem klasycznym uplasowała się na trzecim miejscu.
Na igrzyskach olimpijskich w Rio de Janeiro w 2016 roku w swojej koronnej konkurencji 200 m żabką znalazła się tuż poza finałem, uzyskawszy w półfinale czas 2:23,49. W konkurencji 100 m stylem klasycznym z czasem 1:07,41 zajęła 14. miejsce. Na dystansie 400 m stylem zmiennym uplasowała się na 18. pozycji (4:41,79).

## Życie prywatne
W 2014 roku z powodu wojny na Ukrainie wyemigrowała z rodziną do Turcji.